# Società Sportiva Villacidrese Calcio 2009-2010
Questa pagina raccoglie le informazioni riguardanti la Società Sportiva Villacidrese Calcio nelle competizioni ufficiali della stagione 2009-2010.

## Rosa
| N. |                   | Ruolo | Calciatore        |
| -- | ----------------- | ----- | ----------------- |
|    | Italia (bandiera) | A     | Valerio Anastasi  |
|    | Italia (bandiera) | C     | Daniele Bianchi   |
|    | Italia (bandiera) | A     | Francesco Bombagi |
|    | Italia (bandiera) | D     | Simone Bregliano  |
|    | Italia (bandiera) | A     | Roberto Cappai    |
|    | Italia (bandiera) | D     | Simone Cirina     |
|    | Italia (bandiera) | C     | Mattia Cordeddu   |
|    | Italia (bandiera) | D     | Tommaso Dei]      |
|    | Italia (bandiera) | C     | Marco Dessena     |
|    | Italia (bandiera) | P     | Maurizio Floris   |
|    | Italia (bandiera) | A     | Matteo Lombardo   |
|    | Italia (bandiera) | A     | Matteo Mancosu    |
|    | Italia (bandiera) | C     | Vincenzo Manzo    |

| N. |                    | Ruolo | Calciatore           |
| -- | ------------------ | ----- | -------------------- |
|    | Italia (bandiera)  | D     | Mattia Marini        |
|    | Francia (bandiera) | A     | Nassim Mendil        |
|    | Italia (bandiera)  | D     | Michelangelo Palazzo |
|    | Italia (bandiera)  | D     | Dario Pelizzari      |
|    | Italia (bandiera)  | P     | Luigi Pinna          |
|    | Italia (bandiera)  | P     | Renè Pomarè          |
|    | Italia (bandiera)  | A     | Giovanni Ricciardo   |
|    | Albania (bandiera) | A     | Klaus Seferi         |
|    | Italia (bandiera)  | A     | Mirko Soddu          |
|    | Italia (bandiera)  | C     | Alessandro Steri     |
|    | Italia (bandiera)  | C     | Daniele Suppa        |
|    | Italia (bandiera)  | D     | Juri Toppan          |
|    | Italia (bandiera)  | A     | Cristian Trotti      |